# 隆日维尔
隆日维尔（法語：Longeville，法語發音：[lɔ̃ʒvil]）是法国杜省的一个市镇，属于贝桑松区。

## 地理
隆日维尔（47°1'52"N, 6°13'40"E）面积9.46 平方千米，位于法国勃艮第-弗朗什-孔泰大區杜省，该省份为法国东部内陆省份，北起上索恩省，西接汝拉省，东部及东南部与瑞士接壤，东北部与贝尔福地区省接壤。
与隆日维尔接壤的市镇（或旧市镇、城区）包括：沙托维约莱福塞、埃维莱尔、穆捷欧特皮埃尔、维亚方。

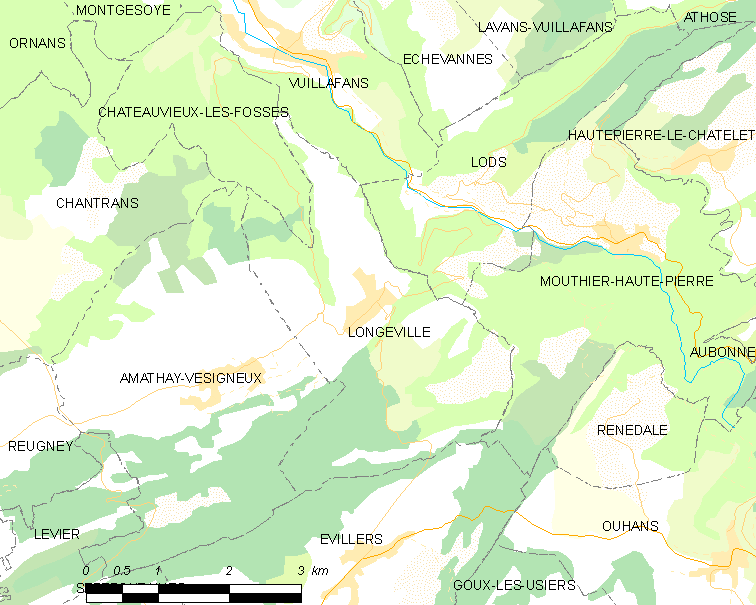
隆日维尔的OSM定位图

隆日维尔的时区为UTC+01:00、UTC+02:00（夏令时）。

## 行政
隆日维尔的邮政编码为25330，INSEE市镇编码为25346。

## 政治
隆日维尔所属的省级选区为奥尔南县。

## 人口

1962-2008年间隆日维尔人口变化图示

隆日维尔于2022年1月1日时的人口数量为180人。